# Utflyktskärra
En utflyktskärra är en liten, tvåhjulig hästdragen vagn som användes till kortare turer, eller till utflykter. Dessa vagnar utvecklades på Irland och var en vanlig syn mellan 1800-talets början och 1900-talets mitt. De små kärrorna kallas ibland även för Irländsk utflyktskärra eller Utflyktsvagn. 
De irländska utflyktskärrorna var enkla och lätta och drogs av enbart en häst, eller ibland till och med mindre ponnyer. De irländska utflyktskärrorna eller så kallade "jaunting cars" används än idag inom turismen och man kan bland annat åka på guidade turer i dessa små vagnar på flera ställen på Irland.   
Den irländska utflyktskärran är enkelt konstruerad och består av längsgående sittplatser där passagerarna sitter med ryggen vända mot varandra och med benen ut mot sidorna där de hade ett fotstöd för att undvika att halka ner och ut ur vagnen. På vissa modeller kunde passagerarna även sitta ansiktet mot ansikte med benen vända inåt. Precis som många andra mindre vagnar var vagnskroppen upphängd på fjädrande läderremmar för att göra åkturen så bekväm som möjligt. 
På de flesta vagnar fanns en ganska smal kuskbock för kusken men de allra enklaste och lättaste irländska versionerna hade ingen kuskbock. Då bör kusken antingen ha suttit vriden medan han körde eller så red någon på körhästen. På dessa utflyktskärror fanns det plats för upp till fyra passagerare men de tidigare vagnarna hade plats för många fler. 
På Irland kallades kuskarna som körde dessa små kärror ibland för "jarveys" och de körde turister fram och tillbaka mellan olika sevärdheter, samtidigt som de berättade om områdenas historia, legender och sagor.   